# 정치공학
정치공학(政治工學, 영어: political engineering)은 정치의 구조를 공학적으로 다루는 방법론이라는 뜻으로, 본래 구소련에서 사용되던 단어이다. 이는 권력을 유지하고 국민을 통치(혹은 억압)하기 위한 방법으로 이용하는 정치적 수단을 의미한다.

## 용어에 대한 오해
정치공학이라는 학문이 공식적으로 존재하는 것은 아니나, 통계학적인 방법을 써서 정치에 이용하는 등의 행위를 망라하여 정치공학이라는 학문으로 탄생시키는 것도 불가능한 일은 아닐 것이지만 아직 체계화되어 하나의 독립된 학문명을 가지게 되었다거나 하는 것은 아니다. 무엇보다 이미 기존에 정치학이라는 학문이 존재하기 때문에, 정치 방법론의 체계화는 특별히 정치공학이라는 새로운 학문을 만들어내기보다는 정치학의 틀에서 이루어질 가능성이 높다.

## 국어에서의 의미
정치공학은 대한민국에서는 2012년 대선을 전후하여 정치권에서 자주 쓰이기 시작한 말이다. 대한민국에서는 주로 '유권자들에게 실질적인 이익이 되지는 않는 형식적인 것(예를 들면 공통점이 없는 두 당의 합종연횡이라던가 선거 제도 변경 등)을 정치인들의 이익을 위해 행하는 행위'라는 부정적인 뜻으로 쓰인다. 예를 들어 '정치공학적인 단일화'라고 하면 정책적인 공통점이 없는 두 정치인이 단지 선거에 이기기 위해 단일화하는 것을 의미한다.

## 참조문헌
- "Political technology: why is it alive and flourishing in the former USSR?", Andrew Wilson, 17 June 2011

## 같이 보기
- 정치학(정치과학)
- 사회공학 (정치학)
- 정당 연합
- 포괄정당(빅텐트)